# エドフ
エドフ（Edfu、アラビア語: إدفو）は、ルクソールとアスワンの中間に位置する、ナイル川西岸のエジプトの町。神聖名「ベフデト（Behdet）」。

## 歴史

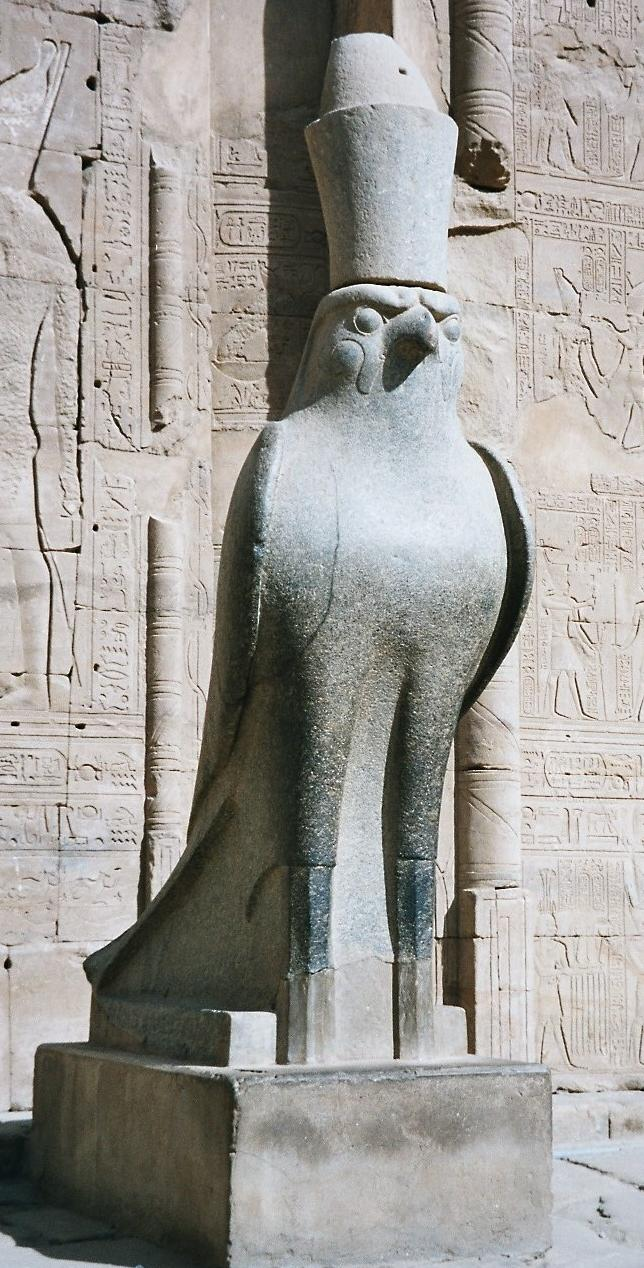
ホルス神像

エドフには、隼の形をしたホルス神に捧げられた神殿、エドフ神殿（別名、ホルス神殿）がある。この神殿は、紀元前237年から紀元前57年の間に建設され、現在、エジプト内でも最も保存状態がよいものである。

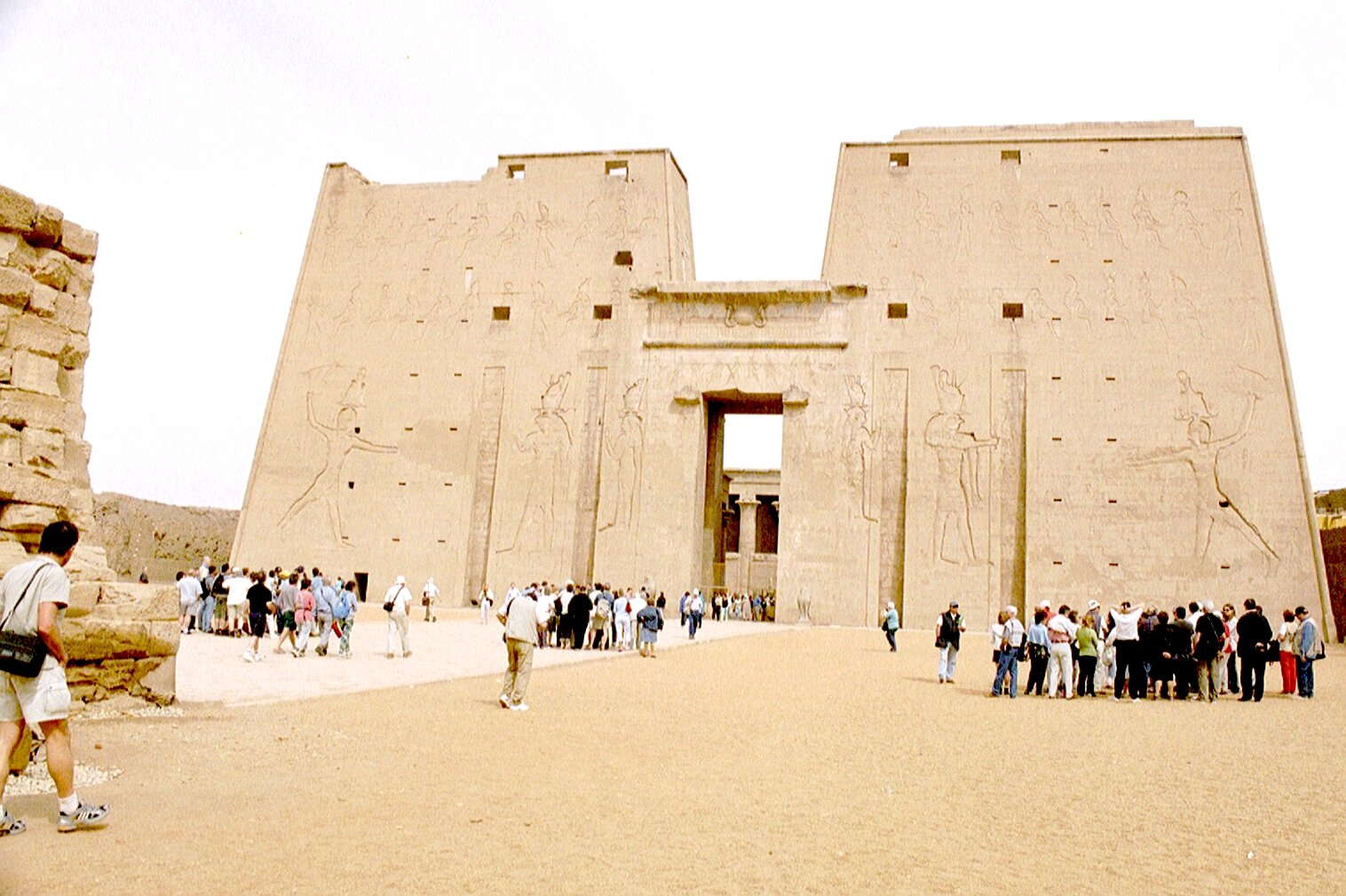
エドフ神殿